# Haruspex (geslacht)
Haruspex is een kevergeslacht uit de familie van de boktorren (Cerambycidae). De wetenschappelijke naam van het geslacht werd voor het eerst geldig gepubliceerd in 1864 door Thomson.

## Soorten
Haruspex omvat de volgende soorten:
- Haruspex defectus Cockerell, 1926
- Haruspex bivittis (White, 1855)
- Haruspex brevipes (White, 1855)
- Haruspex celatus Lane, 1970
- Haruspex daithmus Martins, 1976
- Haruspex inscriptus Gahan, 1895
- Haruspex insulsus Martins & Galileo, 2005
- Haruspex lineolatus Bates, 1870
- Haruspex mentitus Martins, 1976
- Haruspex modestus (White, 1855)
- Haruspex ornatus Bates, 1870
- Haruspex pictilis Martins, 1976
- Haruspex quadripustulatus Gounelle, 1909
- Haruspex submaculatus (White, 1855)